# 格兰塞
格兰塞（德語：Gransee，發音：[ˈɡʁanˌzeː] ⓘ）是德国勃兰登堡州上哈弗尔县的城市，面积121.68平方千米，2023年12月31日人口为6,022人。